# Coppa Libertadores 2012 (fase ad eliminazione diretta)
Questa voce raccoglie un approfondimento sulle gare della fase a eliminazione diretta dell'edizione 2012 della Coppa Libertadores.
La fase a eliminazione diretta è composta da 4 turni:
- Ottavi di finale (andata: 1–3 maggio; ritorno: 8–10 maggio)
- Quarti di finale (andata: 15–17 maggio; ritorno: 22–24 maggio)
- Semifinali (andata: 12–14 giugno; ritorno: 19–21 giugno)
- Finale (andata: 26–28 giugno; ritorno: 3–5 luglio)

## Formato
Le vincitrici e le seconde classificate della fase a gironi si qualificano per la fase a eliminazione diretta. In ogni turno, le squadre giocano gare di andata e ritorno, con la squadra col seed più alto che gioca il ritorno in casa. Ogni squadra ottiene 3 punti per la vittoria, 1 per il pareggio e 0 per la sconfitta. I seguenti criteri sono stati utilizzati in caso di parità di punti, esclusa la finale:
1. Differenza reti
2. Gol in trasferta
3. Calci di rigore (non vengono giocati supplementari)

In finale, il primo criterio è la differenza reti. Se la differenza reti è pari, si vai ai tempi supplementari. In caso di ulteriori parità, il titolo viene deciso dai calci di rigore.
Se due squadre della stessa federazione raggiungono la semifinale, giocheranno per regola tra di loro.

## Squadre qualificate
| Gruppo | Prime                | Seconde           |
| ------ | -------------------- | ----------------- |
| 1      | Santos               | Internacional     |
| 2      | Lanús                | Emelec            |
| 3      | Unión Española       | Bolívar           |
| 4      | Fluminense           | Boca Juniors      |
| 5      | Libertad             | Vasco da Gama     |
| 6      | Corinthians          | Cruz Azul         |
| 7      | Vélez Sársfield      | Deportivo Quito   |
| 8      | Universidad de Chile | Atlético Nacional |

### Seeding
| Pos. | Squadra              | Pt | DF  | GF | GFC |
| ---- | -------------------- | -- | --- | -- | --- |
| 1    | Fluminense           | 15 | +3  | 7  | 5   |
| 2    | Corinthians          | 14 | +11 | 13 | 4   |
| 3    | Santos               | 14 | +11 | 13 | 4   |
| 4    | Universidad de Chile | 13 | +5  | 11 | 3   |
| 5    | Libertad             | 13 | +4  | 11 | 4   |
| 6    | Vélez Sársfield      | 12 | +4  | 10 | 5   |
| 7    | Lanús                | 10 | +5  | 11 | 3   |
| 8    | Unión Española       | 10 | +3  | 10 | 5   |

| Pos. | Squadra           | Pt | DF | GF | GFC |
| ---- | ----------------- | -- | -- | -- | --- |
| 9    | Boca Juniors      | 13 | +6 | 9  | 4   |
| 10   | Vasco da Gama     | 13 | +4 | 10 | 4   |
| 11   | Atlético Nacional | 11 | +8 | 16 | 10  |
| 12   | Cruz Azul         | 11 | +7 | 11 | 4   |
| 13   | Deportivo Quito   | 10 | +7 | 11 | 4   |
| 14   | Bolívar           | 10 | +2 | 9  | 3   |
| 15   | Emelec            | 9  | -1 | 7  | 3   |
| 16   | Internacional     | 8  | +4 | 10 | 2   |

### Tabellone
|  | Ottavi | Ottavi            | Ottavi | Ottavi |                 |                | Quarti | Quarti | Quarti |  |              | Semifinali | Semifinali | Semifinali |  |              | Finale | Finale | Finale |
|  |        |                   |        |        |                 |                |        |        |        |  |              |            |            |            |  |              |        |        |        |
|  | 1      | Fluminense        | 0      | 2      |                 |                |        |        |        |  |              |            |            |            |  |              |        |        |        |
|  | 16     | Internacional     | 0      | 1      |                 |                |        |        |        |  |              |            |            |            |  |              |        |        |        |
|  | 16     | Internacional     | 0      | 1      |                 | Fluminense     | 0      | 1      |        |  |              |            |            |            |  |              |        |        |        |
|  |        |                   |        |        |                 | Fluminense     | 0      | 1      |        |  |              |            |            |            |  |              |        |        |        |
|  |        | Boca Juniors      | 1      | 1      |                 |                |        |        |        |  |              |            |            |            |  |              |        |        |        |
|  | 8      | Boca Juniors      | 1      | 1      | Unión Española  | 1              | 2      |        |        |  |              |            |            |            |  |              |        |        |        |
|  | 8      |                   |        |        | Unión Española  | 1              | 2      |        |        |  |              |            |            |            |  |              |        |        |        |
|  | 9      | Boca Juniors      | 2      | 3      |                 |                |        |        |        |  |              |            |            |            |  |              |        |        |        |
|  | 9      | Boca Juniors      | 2      | 3      |                 |                |        |        |        |  | Boca Juniors | 2          | 0          |            |  |              |        |        |        |
|  |        |                   |        |        |                 |                |        |        |        |  | Boca Juniors | 2          | 0          |            |  |              |        |        |        |
|  |        | Univ. de Chile    | 0      | 0      |                 |                |        |        |        |  |              |            |            |            |  |              |        |        |        |
|  | 4      | Univ. de Chile    | 0      | 0      | Univ. de Chile  | 1              | 6      |        |        |  |              |            |            |            |  |              |        |        |        |
|  | 4      |                   |        |        | Univ. de Chile  | 1              | 6      |        |        |  |              |            |            |            |  |              |        |        |        |
|  | 13     | Deportivo Quito   | 4      | 0      |                 |                |        |        |        |  |              |            |            |            |  |              |        |        |        |
|  | 13     | Deportivo Quito   | 4      | 0      |                 | Univ. de Chile | 1      | 1 (5)  |        |  |              |            |            |            |  |              |        |        |        |
|  |        |                   |        |        |                 | Univ. de Chile | 1      | 1 (5)  |        |  |              |            |            |            |  |              |        |        |        |
|  |        | Libertad          | 1      | 1 (3)  |                 |                |        |        |        |  |              |            |            |            |  |              |        |        |        |
|  | 5      | Libertad          | 1      | 1 (3)  | Libertad        | 1              | 2      |        |        |  |              |            |            |            |  |              |        |        |        |
|  | 5      |                   |        |        | Libertad        | 1              | 2      |        |        |  |              |            |            |            |  |              |        |        |        |
|  | 12     | Cruz Azul         | 1      | 0      |                 |                |        |        |        |  |              |            |            |            |  |              |        |        |        |
|  | 12     | Cruz Azul         | 1      | 0      |                 |                |        |        |        |  |              |            |            |            |  | Boca Juniors | 1      | 0      |        |
|  |        |                   |        |        |                 |                |        |        |        |  |              |            |            |            |  | Boca Juniors | 1      | 0      |        |
|  |        | Corinthians       | 1      | 2      |                 |                |        |        |        |  |              |            |            |            |  |              |        |        |        |
|  | 2      | Corinthians       | 1      | 2      | Corinthians     | 0              | 3      |        |        |  |              |            |            |            |  |              |        |        |        |
|  | 2      |                   |        |        | Corinthians     | 0              | 3      |        |        |  |              |            |            |            |  |              |        |        |        |
|  | 15     | Emelec            | 0      | 0      |                 |                |        |        |        |  |              |            |            |            |  |              |        |        |        |
|  | 15     | Emelec            | 0      | 0      |                 | Corinthians    | 0      | 1      |        |  |              |            |            |            |  |              |        |        |        |
|  |        |                   |        |        |                 | Corinthians    | 0      | 1      |        |  |              |            |            |            |  |              |        |        |        |
|  |        | Vasco da Gama     | 0      | 0      |                 |                |        |        |        |  |              |            |            |            |  |              |        |        |        |
|  | 7      | Vasco da Gama     | 0      | 0      | Lanús           | 1              | 2 (4)  |        |        |  |              |            |            |            |  |              |        |        |        |
|  | 7      |                   |        |        | Lanús           | 1              | 2 (4)  |        |        |  |              |            |            |            |  |              |        |        |        |
|  | 10     | Vasco da Gama     | 2      | 1 (5)  |                 |                |        |        |        |  |              |            |            |            |  |              |        |        |        |
|  | 10     | Vasco da Gama     | 2      | 1 (5)  |                 |                |        |        |        |  | Corinthians  | 1          | 1          |            |  |              |        |        |        |
|  |        |                   |        |        |                 |                |        |        |        |  | Corinthians  | 1          | 1          |            |  |              |        |        |        |
|  |        | Santos            | 0      | 1      |                 |                |        |        |        |  |              |            |            |            |  |              |        |        |        |
|  | 3      | Santos            | 0      | 1      | Santos          | 1              | 8      |        |        |  |              |            |            |            |  |              |        |        |        |
|  | 3      |                   |        |        | Santos          | 1              | 8      |        |        |  |              |            |            |            |  |              |        |        |        |
|  | 14     | Bolívar           | 2      | 0      |                 |                |        |        |        |  |              |            |            |            |  |              |        |        |        |
|  | 14     | Bolívar           | 2      | 0      |                 | Santos         | 0      | 1 (4)  |        |  |              |            |            |            |  |              |        |        |        |
|  |        |                   |        |        |                 | Santos         | 0      | 1 (4)  |        |  |              |            |            |            |  |              |        |        |        |
|  |        | Vélez Sársfield   | 1      | 0 (2)  |                 |                |        |        |        |  |              |            |            |            |  |              |        |        |        |
|  | 6      | Vélez Sársfield   | 1      | 0 (2)  | Vélez Sársfield | 1              | 1      |        |        |  |              |            |            |            |  |              |        |        |        |
|  | 6      |                   |        |        | Vélez Sársfield | 1              | 1      |        |        |  |              |            |            |            |  |              |        |        |        |
|  | 11     | Atlético Nacional | 0      | 1      |                 |                |        |        |        |  |              |            |            |            |  |              |        |        |        |

### Ottavi di finale
| Squadra 1         | Totale            | Squadra 2            | Andata | Ritorno |
| ----------------- | ----------------- | -------------------- | ------ | ------- |
| Internacional     | 1 – 2             | Fluminense           | 0 – 0  | 1 – 2   |
| Emelec            | 0 – 3             | Corinthians          | 0 – 0  | 0 – 3   |
| Bolívar           | 2 – 9             | Santos               | 2 – 1  | 0 – 8   |
| Deportivo Quito   | 4 – 7             | Universidad de Chile | 4 – 1  | 0 – 6   |
| Cruz Azul         | 1 – 3             | Libertad             | 1 – 1  | 0 – 2   |
| Atlético Nacional | 1 – 2             | Vélez Sársfield      | 0 – 1  | 1 – 1   |
| Vasco da Gama     | 3 – 3 (5 - 4 dcr) | Lanús                | 2 – 1  | 1 – 2   |
| Boca Juniors      | 5 – 3             | Unión Española       | 2 – 1  | 3 – 2   |

### Andata
| Porto Alegre 25 aprile 2012, ore 21:50 UTC-3 | Internacional  | 0 – 0 referto | Fluminense | Estádio José Pinheiro Borda (Beira-Rio)\| Arbitro: \| Paulo Oliveira \| |
| Arbitro:                                     | Paulo Oliveira |               |            |                                                                         |

| Guayaquil 2 maggio 2012, ore 19:50 UTC-5 | Emelec        | 0 – 0 referto | Corinthians | Estadio George Capwell\| Arbitro: \| José Buitrago \| |
| Arbitro:                                 | José Buitrago |               |             |                                                       |

| Arbitro: | Enrique Osses |

|                             |           |              |
| Rafael 1’ (aut.) Campos 74’ | Marcatori | 34’ Maranhão |

| Arbitro: | Francisco Chacón |

|                                         |           |               |
| Alustiza 30’ 56’ Checa 45’ Martínez 82’ | Marcatori | 36’ Rodríguez |

| Arbitro: | Sergio Pezzotta |

|            |           |               |
| Orozco 26’ | Marcatori | 70’ Velázquez |

| Arbitro: | Darío Ubriaco |

|  |           |          |
|  | Marcatori | 8’ Bella |

| Arbitro: | Roberto Silvera |

|                                |           |              |
| Alecsandro 25’ Diego Souza 42’ | Marcatori | 62’ Regueiro |

| Arbitro: | Víctor Hugo Carrillo |

|                        |           |           |
| Riquelme 24’ Silva 89’ | Marcatori | 72’ Jaime |

### Ritorno
| Arbitro: | Wilson Seneme |

|                              |           |                    |
| Leandro Euzébio 15’ Fred 45’ | Marcatori | 13’ Leandro Damião |

| Arbitro: | Darío Ubriaco |

|                                       |           |  |
| Fábio Santos 7’ Paulinho 64’ Alex 85’ | Marcatori |  |

| Arbitro: | Martín Vázquez |

|                                                                              |           |  |
| Elano 6’, 49’ Neymar 21’ (rig.) 36’ Ganso 27’ 52’ Alan Kardec 29’ Borges 60’ | Marcatori |  |

| Arbitro: | Néstor Pitana |

|                                                       |           |  |
| Fernándes 20’ 27’ Díaz 35’ Mena 56’ Henríquez 70’ 73’ | Marcatori |  |

| Arbitro: | Leandro Vuaden |

|                      |           |  |
| Núñez 9’ Cáceres 50’ | Marcatori |  |

| Arbitro: | Julio Quintana |

|               |           |              |
| Fernández 53’ | Marcatori | 69’ Mosquera |

| Arbitro: | Carlos Amarilla |

|                                               |                      |                                                       |
| Pavone 61’ Gutiérrez 79’                      | Marcatori            | 18’ Nílton                                            |
| Regueiro Romero Velázquez Camoranesi Fritzler | Tiri di rigore 4 – 5 | Felipe Juninho Carlos Alberto Renato Silva Alecsandro |

| Arbitro: | Wilmar Roldán |

|                      |           |                                         |
| Pineda 61’ Jaime 70’ | Marcatori | 25’ Insaurralde 50’ Mouche 68’ Riquelme |

## Quarti di finale
| Squadra 1       | Totale            | Squadra 2            | Andata | Ritorno |
| --------------- | ----------------- | -------------------- | ------ | ------- |
| Boca Juniors    | 2 – 1             | Fluminense           | 1 – 0  | 1 – 1   |
| Vasco da Gama   | 0 – 1             | Corinthians          | 0 – 0  | 0 – 1   |
| Vélez Sársfield | 1 – 1 (2 – 4 dtr) | Santos               | 1 – 0  | 0 – 1   |
| Libertad        | 2 – 2 (3 – 5 dtr) | Universidad de Chile | 1 – 1  | 1 – 1   |

### Andata
| Arbitro: | José Buitrago |

|            |           |  |
| Mouche 51’ | Marcatori |  |

| Rio de Janeiro 16 maggio 2012, ore 21:50 UTC-3 | Vasco da Gama | 0 – 0 referto | Corinthians | Estádio São Januário\| Arbitro: \| Sandro Ricci \| |
| Arbitro:                                       | Sandro Ricci  |               |             |                                                    |

| Arbitro: | Carlos Amarilla |

|           |           |  |
| Óbolo 35’ | Marcatori |  |

| Arbitro: | Darío Ubriaco |

|            |           |                |
| Cáceres 7’ | Marcatori | 55’ Lorenzetti |

### Ritorno
| Arbitro: | Enrique Osses |

|                    |           |           |
| Thiago Carleto 16’ | Marcatori | 90’ Silva |

| Arbitro: | Leandro Vuaden |

|              |           |  |
| Paulinho 87’ | Marcatori |  |

| Arbitro: | Roberto Silvera |

|                             |                      |                                     |
| Alan Kardec 77’             | Marcatori            |                                     |
| Alan Kardec Ganso Elano Léo | Tiri di rigore 4 – 2 | J. Martínez Canteros Papa Domínguez |

| Arbitro: | Wilmar Roldán |

|                                            |                      |                               |
| Díaz 17’                                   | Marcatori            | 22’ (aut.) González           |
| Aránguiz Díaz Ruidíaz Rodríguez Lorenzetti | Tiri di rigore 5 – 3 | Velázquez Cáceres Ayala Muñoz |

## Semifinali
| Squadra 1    | Totale | Squadra 2            | Andata | Ritorno |
| ------------ | ------ | -------------------- | ------ | ------- |
| Boca Juniors | 2 – 0  | Universidad de Chile | 2 – 0  | 0 – 0   |
| Santos       | 1 – 2  | Corinthians          | 0 – 1  | 1 – 1   |

### Andata
| Arbitro: | Wilmar Roldán |

|                            |           |  |
| Silva 14’ Sánchez Miño 54’ | Marcatori |  |

| Arbitro: | Marcelo de Lima Henrique |

|  |           |             |
|  | Marcatori | 28’ Emerson |

### Ritorno
| Santiago del Cile 21 giugno 2012, ore 20:15 UTC-4 | Universidad de Chile | 0 – 0 referto | Boca Juniors | Estadio Nacional de Chile\| Arbitro: \| Darío Ubriaco \| |
| Arbitro:                                          | Darío Ubriaco        |               |              |                                                          |

| Arbitro: | Leandro Pedro Vuaden |

|            |           |            |
| Danilo 47’ | Marcatori | 39’ Neymar |

## Finale
| Squadra 1    | Totale | Squadra 2   | Andata | Ritorno |
| ------------ | ------ | ----------- | ------ | ------- |
| Boca Juniors | 1 – 3  | Corinthians | 1 – 1  | 0 – 2   |

### Andata
| Arbitro: | Enrique Osses |

|               |           |               |
| Roncaglia 72’ | Marcatori | 84’ Romarinho |

### Ritorno
| Arbitro: | Wilmar Roldán |

|                  |           |  |
| Emerson 53’, 72’ | Marcatori |  |